# Ernest de Bergevin
Pour les articles homonymes, voir Bergevin.

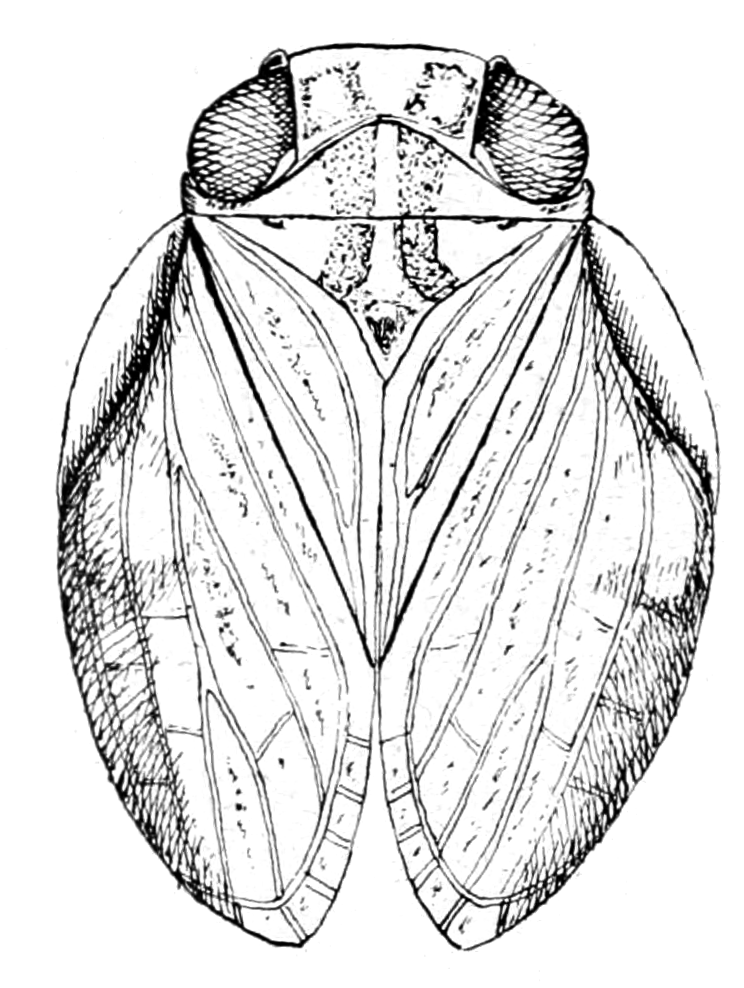
Femelle dAgalmatium abruptum par Ernest de Bergevin.

Ernest de Bergevin (Crozon, 8 juillet 1859 - Alger, 23 février 1934) est un entomologiste français. Il travailla beaucoup sur les hémiptères de l'Afrique du Nord.

## Publications
- de Bergevin E., 1932. Description d'une nouvelle espèce de Psyllidae, Aphalarinae provenant des Chasses entomologiques de Monsieur de PEYERIMHOFF (Mission du … Bulletin de la Société d'Histoire Naturelle de l'Afrique …
- de Bergevin E., 1920. Description d'une nouvelle espèce d'Hysteropterum du Maroc Occidental (Hém. Jassidae). Bulletin de la Société Entomologique de France: 159–162.